# اپینن
اپینن (به هلندی: Opijnen) یک منطقهٔ مسکونی در هلند است که در نیرینن واقع شده‌است. اپینن ۱٬۰۵۷ نفر جمعیت دارد.